# Leiocarpa brevicompta
Leiocarpa brevicompta là một loài thực vật có hoa trong họ Cúc. Loài này được (F.Muell.) Paul G.Wilson mô tả khoa học đầu tiên năm 2001.